# Мучкалица
Мучкалица (серб. Мућкалица) — сербское блюдо, рагу из мяса и овощей. Рецепты мучкалицы являются частью местной кухни в южной Сербии: Лесковац, Шар-Планина в Косово, Топлица. Главная особенность этого блюда в том, что перед приготовлением мясо необходимо приготовить на гриле. Его название происходит от слова mućkati, что означает «встряхивать, перемешивать».

## Приготовление
Мясо для мучкалицы традиционно обжаривается на гриле, его часто готовят из оставшегося холодного шашлыка. При этом, в многих рецептах мясо просто обжаривают на сковороде. Это может быть свинина, говядина или баранина.
Кусочки жареного мяса добавляют к обжаренным овощам: луку, сладкому перцу, помидорам и чесноку. Добавляют немного воды или бульона и тушат до готовности, иногда запекают в духовке несколько минут.
Существуют различные региональные варианты мучкалицы.
Лесковацкая мучкалица, самая популярная, готовится из свинины, лука, перца болгарского, помидор, чеснока и паприки.
Топлицкая мучкалица — из филе свинины, сыра фета, грибов, соевого соуса и каперсов.
Шарпланинская мучкалица — из баранины.